# Kardos Klára
Kardos Klára, született Bakonyi Ingeborg Klára, 1938-tól Kardos Ingeborg Klára (Budapest, 1920. október 5. – Klagenfurt, 1984. szeptember 25.) író, műfordító, tanár.

## Élete
Szülei zsidó származásúak voltak, de anyja még születése előtt katolikus hitre tért. Mivel a szülők elváltak, Klára és tíz évvel fiatalabb húga, Zsuzsa, anyjuk második férjénél nevelkedtek Nagymágocson. Gimnáziumi tanulmányait 1930-ban a szegedi Árpádházi Szent Erzsébet leánygimnáziumban kezdte meg, ahol az első két évben magántanuló, majd III. osztálytól rendes tanuló volt. VIII. osztályos korában a Petőfi ifjúsági önképzőkör titkáraként 1938. március 15-én ő szervezte az ünnepi megemlékezést, amelyen „alkalmi beszédet” tartott.
Érettségi után, 1938-tól a szegedi Ferenc József Tudományegyetemen folytatta tanulmányait magyar, latin és olasz szakon, ahol többek között Sík Sándor tanítványa volt. Ekkortól változtatta mag családnevét Bakonyiról Kardosra, majd később első keresztnevét (Ingeborg) is elhagyta. 1942-ben doktorált, disszertációját A humor a régi magyar irodalomban címmel írta meg. 1942/1943-ban gyakorló tanárjelölt volt az Árpádházi Szent Erzsébet leánygimnáziumban. Tanári állást azonban nem kapott, így Sík Sándor mellett dolgozott a szegedi egyetem Magyar Irodalomtörténeti Intézetében. Elvégezte a budapesti Ward Kollégiumot is, ahol hitoktatónői képesítést szerzett.
Mivel a Kardos család a zsidótörvények hatálya alá esett, 1944-ben Nyíregyházáról deportálták őket, és ennek során meghaltak. Klára 1944. június 6-án a szegedi gettóba került, ahonnan 28-án Auschwitzba érkezett. Munkára alkalmasnak ítélték, ezért szeptemberben Bergen-Belsen érintésével október 7-ére Salzwedelbe vitték, és egy hadiüzemben dolgoztatták. 1945. április 14-én szabadult, teljes kimerültségben. Meghurcoltatásáról később visszaemlékezést írt, amelyben a katolikus hit erejéről és a megbocsátó szeretetről tanúskodott.
Fölépülése után visszatért Magyarországra, és gimnáziumi tanár lett Hajdúdorogon, majd tanítónő a Hajdú-Bihar vármegyei Zsákán, ahonnét azonban „vallásos megbízhatatlansága” miatt hamarosan elbocsátották.
Ezután gépírói és fordítói munkákkal tartotta fenn magát Budapesten. Elsősorban mint egyfajta „irodalmi asszisztens” dolgozott Sík Sándor mellett, aki akkoriban már Budapesten élt, mint piarista tartományfőnök. Kardos Klára írógépelte Sík beszédeit, verseit, írásait, és 1963-ban ő rendezte sajtó alá a posztumusz megjelent Áldás című verseskötetet. Sík Sándor halála után megkezdte irodalmi hagyatékának földolgozását, és monográfiát is készült írni professzoráról. A piarista rend vezetői azonban „túlzottnak” találták működését, ezért 1963 decemberében eltiltották a hagyatéktól.
Különféle „egyházi szamizdat” kiadványokat is készített, amelyek miatt a rendőri zaklatások érték. Ezért 1970-ben Ausztriába távozott, azzal a céllal, hogy a Marosi László váradi egyházmegyés pap és Őry Miklós jezsuita által kiadott Szolgálat folyóiratnak szentelje életét. Klagenfurtban élt, egyszerű körülmények között, és szinte éjjel-nappal dolgozott. Az ügy iránti odaadására jellemző, hogy sokszor lemondott saját fizetéséről egy új könyv megjelentetéséhez. Számos hitéleti könyvet fordított és szerkesztett, amelyeket főként a kismartoni Prugg Verlag, a Török Jenő piarista által vezetett bécsi Opus Mystici Corporis és más külföldi magyar kiadók jelentettek meg. Írásainál és fordításainál gyakran használt álneveket: Sántha Máté, Lukács Klára, Szabó József, Szántó István.
Sírja eredetileg Klagenfurtban, az Annabichl temetőben volt, majd exhumálták, és hamvait Budapesten, a józsefvárosi Krisztus Király plébániatemplom urnatemetőjében helyezték el.

## Művei

### Önálló kötetek
- A humor a régi magyar irodalomban (A kódextől Bessenyeiig), Szeged, 1942 (Értekezések a M. Kir. Ferencz József Tudományegyetem Magyar Irodalomtörténeti Intézetéből, 3. [!21]). SZTE Egyetemi kiadványok Archiválva 2019. január 26-i dátummal a Wayback Machine-ben
- Auschwitzi napló, bev. Nemeshegyi Péter, Szent Gellért Kiadó, Budapest, 2001. PPEK

### Fontosabb tanulmányok
- Tolnai Lajos, in Vigilia 1947, 534-542.
- Gárdonyi igazi arca felé, in Vigilia 1948, 56-59.
- A professzor, in Vigilia 1959:2, 87-92.
- Sík Sándor belső fejlődése, in Vigilia 1968:9, 582-595.
- Testvérünk, a próféta (Thomas Merton írói arca és küldetése), in Vigilia 1970, 17-27.
- A hetedik nap dallama [Sík Sándor misztikus költészetéről] , in Vigilia 1970, 674-684.
- P. Delp – Krisztus tanúja, in Szolgálat 1970:5, 44-55.
- Világiak az erjedő egyházban, in Szolgálat 1971:12, 14-24.
- Franz Jägerstetten, in Szolgálat 1973:19, 48-58.
- A remény diadala: Denise Legrix élete, in Szolgálat 1974:22, 49-60.
- Az aszkézis buktatói, in Szolgálat 1975:28, 34-42.
- Hildegard Burjan, a szociális tett embere, in Szolgálat 1976:31, 93-100.
- Marcel Callo, in Szolgálat 1977:35, 51-60.
- Karl Leisner, a diakónus, in Szolgálat 1978:40, 47-60.
- A szép szolgálat öröme, in Szolgálat 1980:46, 40-45.
- Hernandez doktor, a felelősség embere, in Szolgálat 1981:52, 42-60.
- Sík Sándor emlékezete, in Katolikus Szemle 1984:1, 36-47.
- Szépség a mindennapokban, in A Teremtő dicsérete: Isten-keresés a modern művészetben, szerk. Kardos Klára, Eisenstadt, 1985, 124-131.

### Szerkesztések
- A kettős végtelen: Sík Sándor válogatott munkái, I-II, szerk. Rónay György, közrem. Kardos Klára, Budapest, 1969
- Kézenfogva: Imakönyv papjainkért, összeáll. Lukács Klára [néven], Róma, 1973
- Igeszolgálat életfordulókon, összeáll. és ford. Soós István [néven], Eisenstadt, 1975
- A szegények orvosa: Batthyány-Strattmann László, ford. és bev. Kardos Klára, 1978; 1982
- Testvéreink, a szentek, I-II, szerk. Peter Manns, a magyar kiadást vál., szerk. Marosi László [néven], Eisenstadt, 1977–1982; I kötet: 1980
- Sugárzó emberek: Életpéldák századunkból, szerk. Marosi László [néven], Eisenstadt, 1981
- Szegénységünk kincse, összeáll. és ford. Sántha Máté [néven], Eisenstadt, 1982
- II. János Pál Ausztriában, szerk. Őry Miklós, ford. és a tájékoztató részeket írta Sántha Máté [néven], Eisenstadt, 1984
- A Teremtő dicsérete : Isten-keresés a modern művészetben, szerk. Kardos Klára, Eisenstadt, 1985
- „Te vagy a Fészek”: Versek a kedves Titokról: Válogatott versek, Kardos Klára gyűjteményéből vál. Oláh Miklós, Debrecen, 2001

### Fordítások
- Merton, Thomas, Élet és életszentség, ford. Sántha Máté [néven], Eisenstadt, 1971; 1973
- Bamberg, Corona, Az emberség ára: A kora keresztény remeték és szerzetesek tapasztalatai alapján, ford. Sántha Máté [néven], Eisenstadt, 1971; 1974; Pécs, 1999
- Őrsy László, Úttalan utak Ura, ford. Sántha Máté [néven], Ujváry Julianna, Eisenstadt, 1971; Kecskemét, 1997
- Ki nekem Jézus Krisztus?, szerk. M. A. Carré, ford. Sántha Máté [néven], Eisenstadt, 1972
- Biblikus teológiai szótár, szerk. Xavier Léon-Dufour, Jean Duplacy, a magyar kiadást szerk. Szabó Ferenc és Nagy Ferenc; [ford. Kardos Klára et al.], Róma, 1972; Bp., 1992
- Rahner, Hugo, Az Egyház mindig fiatal, vál. Otto Karrer, ford. Sántha Máté [néven], Eisenstadt, 1972; 1977
- Deeken, Alfons, Öregszünk, de győzzük, ford. Sántha Máté [néven], Eisenstadt, 1973; 1975; Budapest 1986
- Pilz, Josef A., Ahol vagyok hadd mondom ott: Te, ford. Farkas Teréz [néven], Eisenstadt, 1973
- Lubac, Henri de, Az Egyházról, ford. Róma, 1972
- Slack, Kenneth–Moulton, Harold Keeling–Avery, Margaret, Kiskommentár az Újszövetséghez, ford. Sántha Máté [néven], Bécs, 1973
- Boros László, Az emberben felénk hajló Isten, ford. Sántha Máté [néven], Eisenstadt, 1973
- Stuttgarti bibliai kislexikon, szerk. Klaus Vogt, ford. Sántha Máté [néven], Eisenstadt, 1973; 1974
- Merton, Thomas Lelkivezetés és elmélkedés. ford. Szabó József [néven], Eisenstadt, 1974
- Muggeridge, Malcolm, Valami nagyon szépet Istenért: Kalkuttai Teréz anya, ford. Sántha Máté [néven], Eisenstadt, 1974; 1977; Budapest-Szentendre, 1997; 2008
- Stöger, Alois, A Lukács-evangélium, ford. Szabó János [néven], Eisenstadt, 1975
- Loew, Jacques, Elmélkedések Jézus Krisztusról: Lelkigyakorlat a Vatikánban, ford. Sántha Máté [néven], 1975
- Helen Keller és Anne Sullivan [Keller, Helen, Életem története; Sullivan, Anne Mansfield, Levelei Mrs. Sophia C. Hopkinsnek], ford. Sántha Máté [néven], Eisenstadt, 1976 = Keller, Helen, Szakadékból a fényre: Az akarat győzelme: Helen Keller küzdelmes élete [Sullivan, Anne Mansfield Hopkins, Sophia C.-nek írt leveleivel], ford. Sántha Máté, Budapest : Kairosz, 2008. – ISBN 978-963-662-106-3
- Muggeridge, Malcolm A szeretet misszionáriusai: A kalkuttai Teréz anya műve, ford. Sántha Máté [néven], Parma, 1976
- Suenens, Leo Jozef , Új Pünkösd. , ford. Szántó István [néven], Eisenstadt, 1976
- Őrsy László, Boldogok a keresők, ford. Soós István [néven], Eisenstadt, 1976
- Jungmann, Josef A., A szentmise: Történelmi, teológiai és lelkipásztori áttekintés, ford. Sántha Máté [néven], Eisenstadt, 1977
- Purcell, Mary, Matt Talbot és kora, ford. Sántha Máté [néven], Eisenstadt, 1978
- Mühlen, Heribert, „Újuljatok meg lélekben” Ef 4,23 [a paderborni Gemeindeerneuerung által közzétett hangszalagról ford. Sántha Máté], Eisenstadt, 1978
- Három pápa, összeáll. és bev. Benkő Antal, ford. Sántha Máté [néven], Jálics Kálmánné, Eisenstadt, 1979
- Ratzinger, Joseph, A mustármag reménye, ford. Őry Miklós, Jálics Kálmánné, Sántha Máté [néven], Eisenstadt, 1979
- Laplace, Jean, A lélek műhelyében: Tíz napos lelkigyakorlat, ford. Sántha Máté [néven], Eisenstadt, 1980
- Luciani, Albino [I. János Pál pápa], Illusztris barátom, ford. Sántha Máté [néven], Eisenstadt, 1981
- Gots Anton, Igen, Uram! – Ha embertársad haldoklik., ford. Sántha Máté [néven], Eisenstadt, 1982. – A 2. rész új kiadása: Budapest, 1994
- Le Joly, Edward, Jézusért tesszük! Teréz anya és a szeretet misszionáriusai – Gosselke, Josepha, Úton Teréz anyával: Fejezetek, ford., Eisenstadt, 1983
- A betegek szolgái, kamilliánusok: Alapszabály, ford. Sántha Máté [néven], Budapest, 1994